# الحب سلطان (مسلسل)
الحب سلطان، مسلسل تلفزيوني إماراتي من بطولة زهرة الخرجي وعبدالمحسن النمر وفاطمة عبدالرحيم واميرة محمد.

## الممثلين
- الكويت زهرة الخرجي
- السعودية عبد المحسن النمر
- البحرين فاطمة عبد الرحيم
- البحرين أميرة محمد
- السعودية إبراهيم الحساوي
- مصر خالد سليم[ ؟ ]
- الإمارات (ممثلة)اريام
- إيران محمود بوشهري
- السعودية نرمين محسن
- الكويت عبدالله الطليحي
- سوريا نيفين ماضي
- الإمارات عبدالله الغامدي
- لبنان سماح غندور
- الإمارات جيهان سنو
- الكويت مها الغريب
- الإمارات نور الغزل
- مصر فادي سليم

### ضيوف الشرف
- السعودية علي السبع
- البحرين شفيقة يوسف
- الكويت فيصل مسفر
- الإمارات شانتي